# Almásháza
Almásháza è un comune dell'Ungheria di 57 abitanti (dati 2001). È situato nella contea di Zala.